# Пантопразол
Пантопразол —  противоязвенное лекарственное средство, ингибитор Н+/К+АТФ-азы (протонного насоса), блокатор секреции соляной кислоты. Оригинальная молекула под торговым названием Контролок (англ. Controloc) разработана компанией Nycomed (современное название — Takeda). В настоящее время выпускается под разными торговыми названиями.

## Фармакологическое действие
Ингибитор Н+/К+АТФ-азы. Блокирует заключительную стадию секреции хлористоводородной (соляной) кислоты, снижает уровень базальной и стимулированной (независимо от вида раздражителя) секреции хлористоводородной (соляной) кислоты в желудке. При язвенной болезни двенадцатиперстной кишки, ассоциированной с Helicobacter pylori, снижение желудочной секреции повышает чувствительность микроорганизма к антибиотикам.
Не влияет на моторику ЖКТ. Секреторная активность нормализуется через 3-4 дня после окончания приема препарата.

## Фармакокинетика

### Всасывание
После приема препарата внутрь пантопразол быстро абсорбируется из ЖКТ. Cmax достигается через 2,5 часа и составляет 2-3 мг/л, при этом значение Cmax остается неизменным при многократном приеме. Биодоступность 65-77%.

### Выведение
Период полувыведения (T1/2)  — около 1 часа. Продолжительность периода полувыведения не отражает длительности действия препарата.

## Показания
- Язвенная болезнь желудка или двенадцатиперстной кишки в фазе обострения;

- Эрозивный гастрит (в том числе ассоциированный с Helicobacter pylori);

- Эрозивно-язвенные поражения желудка и двенадцатиперстной кишки, связанные с приемом НПВП;

- Рефлюкс-эзофагит;

- Эрадикация Helicobacter pylori в комбинации с двумя антибиотиками;

- Синдром Золлингера — Эллисона и другие патологические состояния, связанные с повышенной желудочной секрецией.

## Режим дозирования
Несмотря на сходный механизм действия, а также на более высокую биодоступность пантопразола (77%) по сравнению с омепразолом (60%), дозировки данного препарата обычно примерно вдвое превышают аналогичные дозы омепразола.
При язвенной болезни желудка и двенадцатиперстной кишки, эрозивном гастрите препарат назначают по 40-80 мг/сут. Курс лечения при обострении язвенной болезни двенадцатиперстной кишки составляет 2 недели, а язвенной болезни желудка — 4—8 недель.
Для профилактики обострений язвенной болезни желудка и двенадцатиперстной кишки назначают по 20 мг/сут.
Для эрадикации Helicobacter pylori принимают по 40 мг 2 раза/сут в комбинации с противомикробными средствами. Курс терапии — 7—14 дней.
При эрозивно-язвенных поражениях желудка и двенадцатиперстной кишки, связанных с приемом НПВП, назначают по 40—80 мг/сут.
Курс лечения — 4—8 недель. Для профилактики эрозивных поражений на фоне длительного применения НПВП — по 20 мг/сут.
При рефлюкс-эзофагите назначают по 20—40 мг/сут.
Курс терапии составляет 4—8 недель. Для профилактики обострений принимают по 20 мг/сут.
У пациентов с выраженными нарушениями функции печени дозу следует снизить до 40 мг 1 раз в 2 дня, при этом необходимо контролировать биохимические показатели крови.
При повышении активности печеночных ферментов препарат следует отменить.
Таблетки принимают внутрь целиком (не размельчая и не растворяя), запивая достаточным количеством жидкости.
Препарат рекомендуют принимать за 1 час до завтрака, при кратности приема 2 раза в сутки вторую дозу — за 1 час до ужина.

## Побочное действие
Со стороны ЦНС: головная боль; очень редко — депрессия, слабость, головокружение, нарушение зрения.
Со стороны пищеварительной системы: диарея, тошнота, боли в верхней части живота, запор, метеоризм; в единичных случаях — тяжёлое гепатоцеллюлярное поражение печени с желтухой, нарушения функции печени.
Аллергические реакции: кожная сыпь, зуд, гиперемия кожи, анафилактические реакции (вплоть до шока).
Прочие: болезненное напряжение молочных желез, гипертермия.

## Противопоказания
- Диспепсия невротического генеза;

- Детский возраст (из-за отсутствия данных о применении препарата в педиатрической практике);

- Повышенная чувствительность к пантопразолу.

С осторожностью назначают препарат при печеночной недостаточности.

## Беременность и лактация
С осторожностью назначают препарат при беременности и в период лактации (грудного вскармливания).
Опыт применения пантопразола у беременных женщин ограничен.
Данных о выделении пантопразола с грудным молоком нет.

## Особые указания
До начала и после окончания терапии обязателен эндоскопический контроль (при необходимости — с биопсией) для исключения злокачественного новообразования желудка или пищевода, так как применение препарата может отсрочить постановку правильного диагноза.

## Передозировка
Симптомы передозировки у человека не известны. Лечение: специфического антидота не существует. В случае передозировки препарата, сопровождающейся обычными признаками интоксикации, применяют дезинтоксикационные мероприятия. Лечение симптоматическое.

## Лекарственное взаимодействие
При одновременном применении пантопразол может уменьшить всасывание лекарственных средств, биодоступность которых зависит от рН среды желудка (например, кетоконазол).
Существенной разницы, по сравнению с омепразолом пантопразол не имеет, однако, у этих двух ингибиторов протонного насоса есть некоторая разница во взаимодействии с клопидогрелем.
Все ингибиторы протонного насоса, являясь ингибиторами изоферментов системы цитохрома Р450, вступают во взаимодействие с клопидогрелем, замедляя его активацию и снижая его антиагрегантную способность. Особенную роль играет способность ИПН ингибировать фермент CYP2C19 — основной изофермент, участвующий в активации клопидогреля. Более мощным ингибитором CYP2C19 является омепразол: его способность ингибировать этот изофермент в несколько раз выше, чем пантопразола.
Таким образом, пантопразол имеет преимущество при необходимости совместного применения с клопидогрелем по сравнению с омепразолом.